# Agravo
Agravo, em direito processual, é o recurso que se pode interpor contra uma decisão tomada dita interlocutória, isto é, uma decisão que não põe fim ao processo. Sua gênese remonta ao Direito português e era manejado contra as decisões que provocavam agravo na situação da parte, daí a origem do nome. Há quatro espécies: agravo de (ou por) instrumento (art. 1.015 do Código de Processo Civil), agravo retido(este tipo de agravo, foi extinto com o novo CPC/15), agravo regimental (atualmente, nomenclatura técnica é de agravo interno) e agravo de petição. Este último, peculiar do processo trabalhista.
Exemplo prático
Suponha-se que um banco entre com ação de cobrança contra um cliente com várias parcelas vencidas de um financiamento, e durante o processo o juiz expeça um mandado de apreensão de bens para assegurar parte do pagamento da dívida. Neste caso narrado esta decisão interlocutória não é uma sentença para solução final da lide, contudo, é uma decisão intermediária para dirimir o conflito, e cabe ao réu recurso sobre essa apreensão.